# 방글라데시 국회의사당

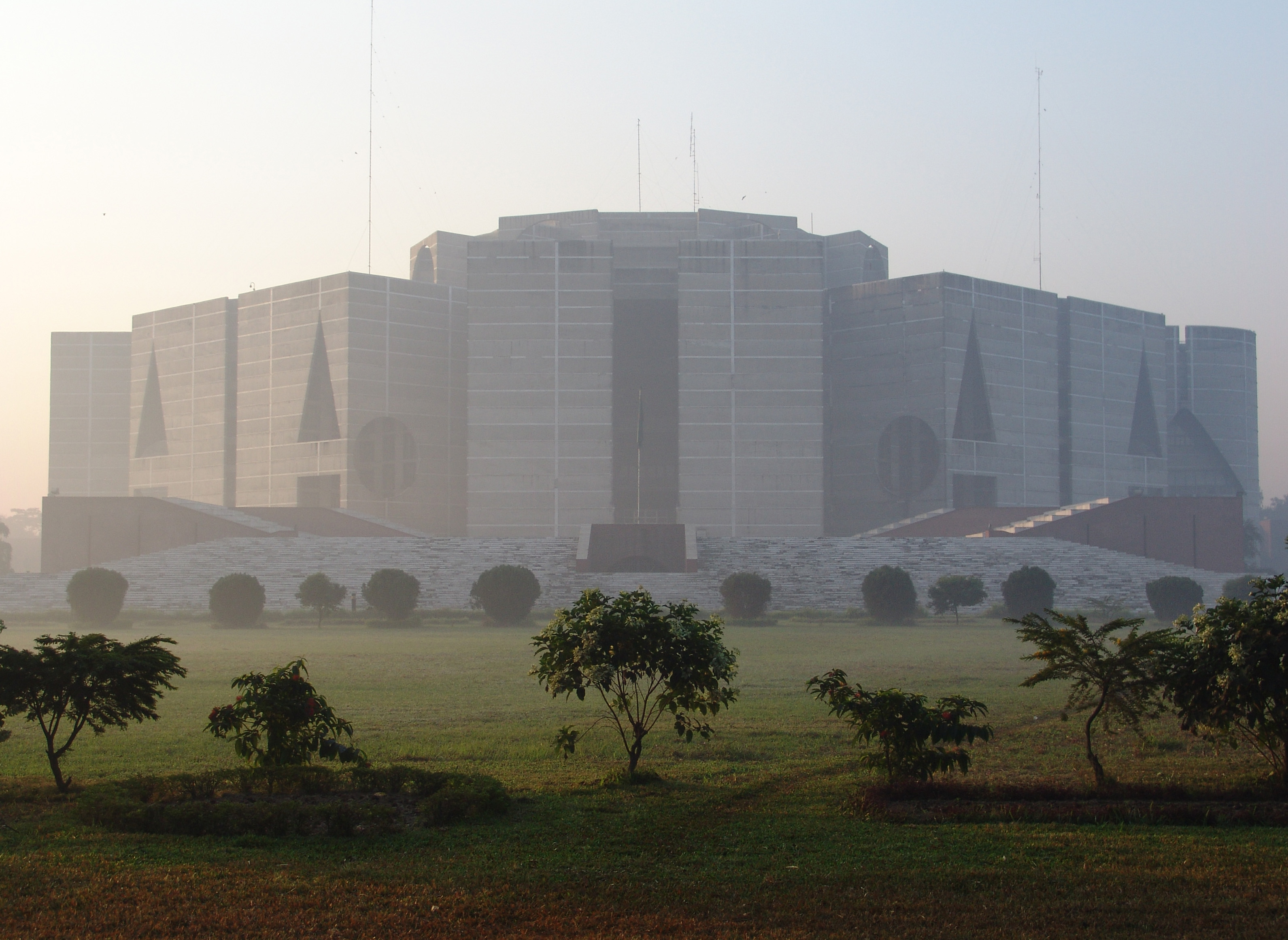

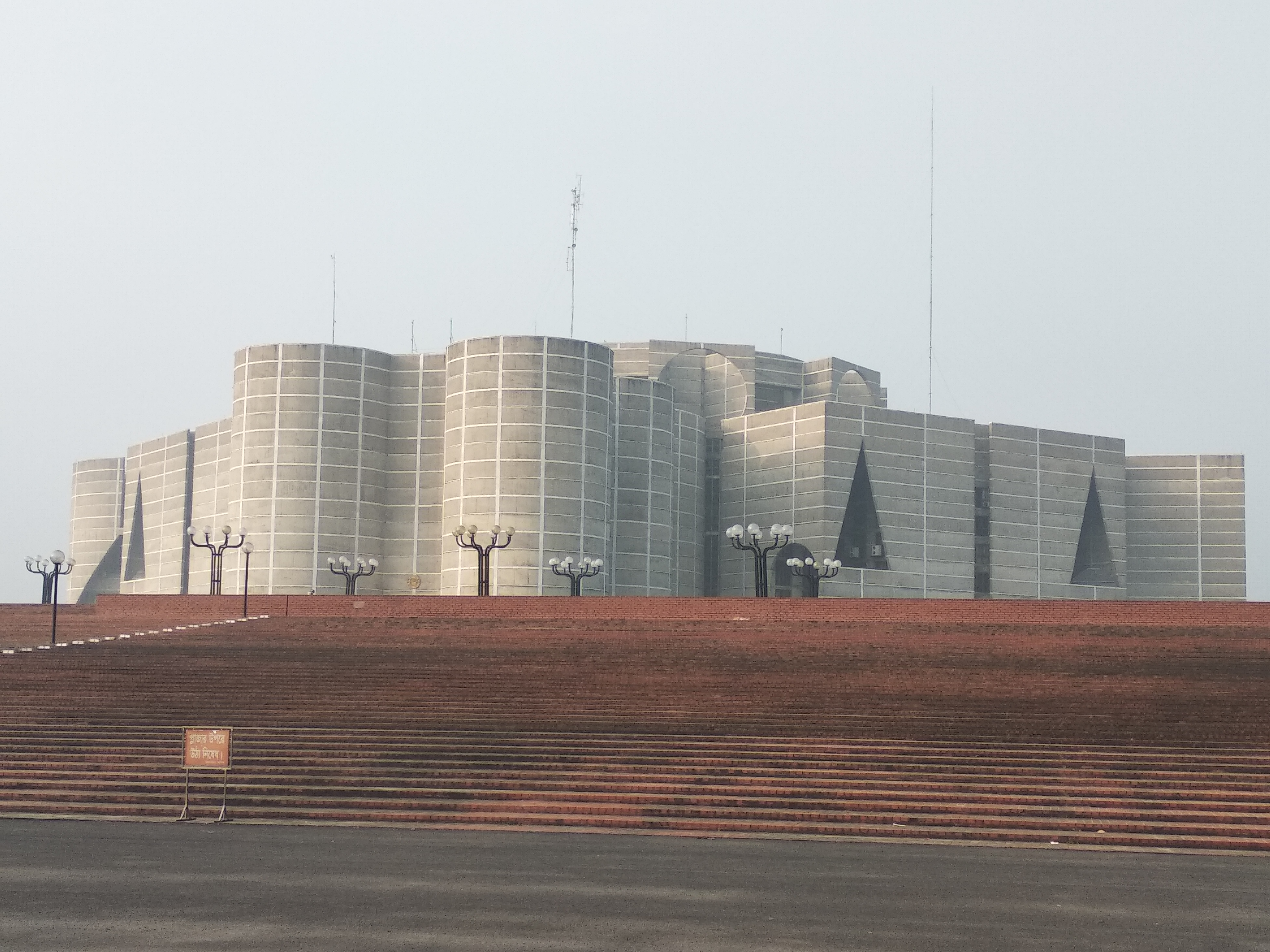
건물 전면보기

방글라데시 국회의사당(벵골어: জাতীয় সংসদ ভবন Jatiyô Sôngsôd Bhôbôn, 영어: National Parliament House)은 방글라데시의 수도 다카의 방글라데시 시내세르에 방글라 나가르(Sher-e-Bangla Nagar)에 위치한 방글라데시의 국회의사당이다. 건축가 루이스 칸이 설계한 이 단지는 세계 최대의 입법부 단지 가운데 하나로, 200에이커(800,000 m2)에 이른다.
이 건물은 2003년 영화 나의 설계자(My Architect)를 장식하고 있다.